# Liudger
Liudger, ook Lüdger of Ludgerus (Zuilen bij Utrecht, 742 – bij Billerbeck, 26 maart 809) was een Friese missionaris en rooms-katholieke bisschop. Hij was de broer van Hildegrim van Châlons. Hoewel later aangeduid als de 'apostel der Groningers', was hij een 8e-eeuwse missionaris in het gebied der Friezen. Het grootste deel van de huidige provincie Groningen was toen Fries gebied. Hij bestendigde de kerstening waar evangeliepredikers als Willibrord en Bonifatius mee begonnen waren en is daarom wel eens 'de voltooier' genoemd.

## Biografie
Liudgers grootvader Wursing was een Friese edelman, die voor koning Radboud naar Luik was gevlucht. Daar kwam hij in aanraking met het christendom, en bekeerde zich tot dit geloof. Zijn zoon Thiadgrim trouwde met Liafburg, een vrome christin van Friese adel. Uit dit huwelijk werd Liudger, vlak bij het kerkelijk centrum Utrecht, geboren. Liudger volgde een vooropleiding bij Gregorius van Utrecht, over wie hij rond 795 een hagiografie schreef. Hierna stuurden zijn ouders hem in 767 naar York in Engeland. Daar stond de beroemdste school van West-Europa onder leiding van Alcuinus. Later kreeg deze geleerde van naam de hofschool van Karel de Grote onder zijn hoede. In York wordt Liudger door aartsbisschop Æthelbert van York tot diaken gewijd.
In 777 begon Liudger zijn apostelwerk in Deventer. Hier herbouwde hij de door de Saksen verwoeste kerk van Sint Lebuïnus. In een droom zou een engel hem de plek van het graf van Lebuïnus hebben gewezen en daarop bouwde hij de nieuwe kerk. Zijn werkzaamheden breidden zich uit naar het noorden, tot in de verste uithoeken van het Friese Zeerijk. Aan het eind van iedere zomer zeilde hij vanuit Stavoren naar Utrecht om daar tijdens de herfstmaanden les te geven aan de kloosterschool.
Zijn voorgangers, met name Bonifatius, hadden weinig succes geboekt in de noordelijke streken; Bonifatius was in 754 bij Dokkum gedood. Liudger had echter het grote voordeel dat hij de landstaal sprak. Karel de Grote had in 783 de heidense Saksische vorst Widukind verslagen, waardoor het gebied ten oosten van de Lauwers bij het Frankische Rijk kwam. In 786 kreeg Liudger de opdracht Hugmerchi, Hunusga, Fivilga, Emisga, Federitga en het eiland Bant te kerstenen. Hierin zijn de Groninger gouwen en de Oost-Friese gebieden Eemsgo en Federgo te herkennen. Het eiland Bant is verdwenen in het Oost-Friese wad. Tijdens de opstand van Unno en Eilrad in 793 moest Liudger vluchten uit Oosterlauwers Friesland. Hij kwam terug toen de rust weerkeerde.
Rond 700 was Willibrord al naar het eiland Fositeland (mogelijk het huidige Helgoland) gereisd om dit te kerstenen, wat niet lukte. Circa 785 reisde Liudger af naar dit eiland en vernielde daar alles wat met de verering van de god Fosite te maken had, bouwde er een kerk en kerstende het eiland, inclusief de heidense heilige waterbron.
Begin jaren 90 van de 8e eeuw kreeg Liudger op instigatie van koning Karel de Grote een nieuwe missietaak; de kerstening van het toen net gepacificeerde Saksenland. Tussen 794 en 800 verkreeg hij grondbezit in Wichmond onder Zutphen en stichtte hij er een kerk waar hij relieken van Jezus Christus (Sint Salvator), meegenomen uit Rome, in onderbracht. De Wichmondse kerk stond op de rand van het Frankisch gezinde en al deels gekerstende gebied 'Hamaland'. Vandaar ging de kersteningstocht verder via onder meer Zelhem (801) en Billerbeck naar zijn nieuw op te richten missiepost in Mimigernaford dat hij omdoopte tot Monasterium (= klooster, nu Münster). In 805 werd hij door de aartsbisschop van Keulen, Hildebold, als eerste bisschop van Münster ingewijd.
Bij het Münsterse diocees hoorde het huidige Münsterland en een deel van de oostelijke Achterhoek, verder het land rond Essen-Werden. Ook de Groninger gouwen hoorden bij dit diocees. Deze territoria lagen dus erg verspreid.
Al vanaf 796 liep Liudger rond met plannen voor de stichting van een benedictijnenklooster, geïnspireerd door zijn ervaringen in Monte Cassino tijdens een reis door Italië naar Rome. Zijn aanvankelijke plan om dit klooster te Wichmond te stichten, verruilde hij voor een andere, veiliger, locatie.
In 796 stichtte Liudger de Abdij van Werden, thans een stadsdeel van Essen, aan de Ruhr. Om van dit klooster een centrum van beschaving en geleerdheid te maken, gaf hij al zijn bezittingen aan het klooster. Het is niet uitgesloten dat daarbij de gotische Wulfilabijbel was, die daar pas in de 16e eeuw herontdekt is. Ook vanuit de streken die hij gekerstend heeft werden aan dit klooster zeer veel schenkingen gedaan.
De bouw van het klooster was ook verbonden aan een wonder. Het ondoordringbare woud aldaar leek ongeschikt voor de bouw van een klooster, maar direct na aankomst werden de bomen 's nachts op miraculeuze wijze neergehaald en kon de bouw beginnen. Eén boom was blijven staan, daar wilde Liudger uiteindelijk begraven worden. De boom naast het klooster werd na zijn dood in 809 inderdaad zijn laatste rustplaats. Later werd zijn gebeente gelicht en vereerd. Nog altijd is in het klooster Werden het vrijwel complete skelet van de heilige bewaard.

## Wonderbaarlijke genezing

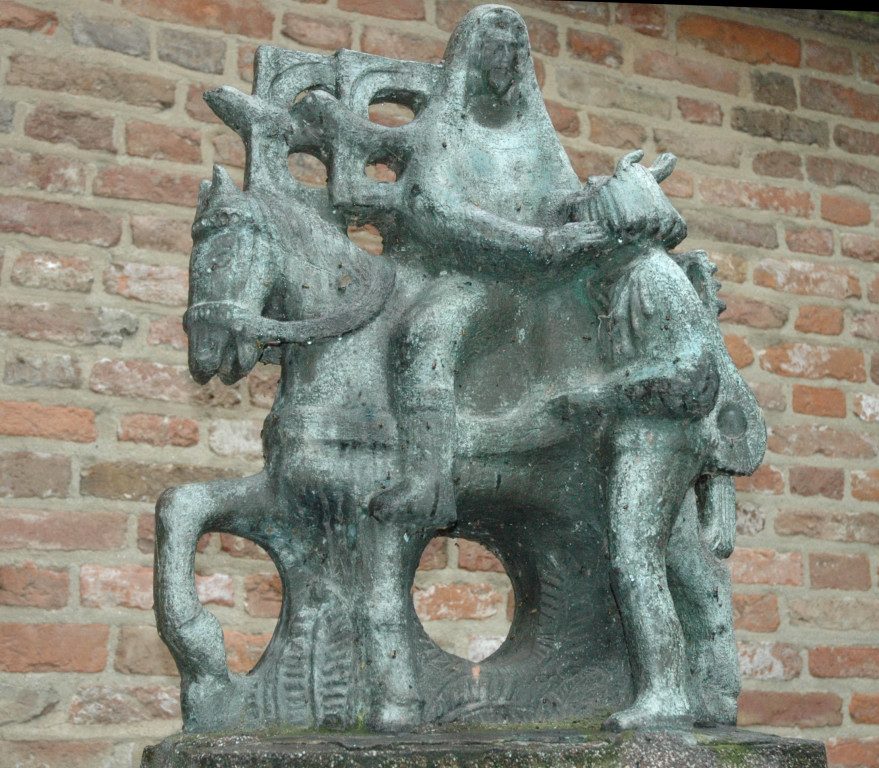
Beeld van de ontmoeting van Liudger en Bernlef in de kerk van Lochem, Gelderland

Een belangrijke rol in de verbreiding van Liudgers bekendheid heeft volgens zijn levensbeschrijving door zijn neef Altfridus de genezing van de blinde bard, Bernlef, gespeeld. Tijdens een van zijn reizen door het Groningerland ontmoette Liudger deze dichter in Helwerd. Hij trachtte Bernlef tot het christendom te bekeren. Bernlef zei daarop tegen Liudger: "Als uw God zo machtig is, toon mij dan een teken". Liudger legde daarop zijn handen op de ogen van de bard en sprak een gebed uit, waarna de blinde man weer kon zien. Het verhaal van deze genezing zou als een lopend vuurtje rond zijn gegaan.
Het verhaal van Liudger en Bernlef wordt verbeeld op een van de gedenkramen in het Academiegebouw van de Groninger universiteit.
- Biblioteca Nacional de España: XX5623858
- Bibliothèque nationale de France: cb124791241 (data)
- Biografisch Portaal: 67181702
- Gemeinsame Normdatei: 11872861X
- International Standard Name Identifier: 0000 0001 2320 5031
- Library of Congress Control Number: n84189649
- Nationale Bibliotheek van Tsjechië: kup19980000059165
- Nationale Bibliotheek van Israël: 987007271209305171
- Nederlandse Thesaurus van Auteursnamen: 069968675
- Système universitaire de documentation: 033990549
- Virtual International Authority File: 37711398
- WorldCat: E39PBJyhfXpR7FQvRrRJwQHjYP